# Anna LoPizzo
Anna Maria LoPizzo (Buccheri, 26 november 1878 – Lawrence, 29 januari 1912) was een Italiaanse immigrante in Lawrence, in de Amerikaanse staat Massachusetts. Haar dood tijdens de staking genaamd Bread and Roses Strike in 1912 gaf landelijke bekendheid aan haar en de sociale strijd der textielarbeiders.

## Levensloop

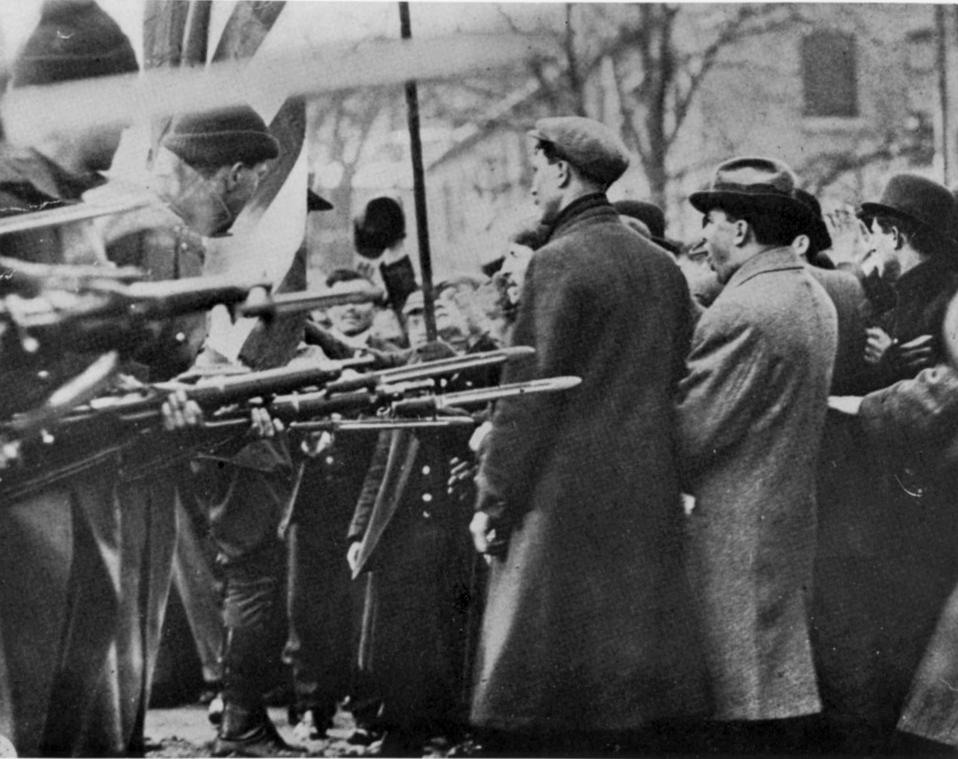
Stakers en politie in Lawrence, Massachusetts (1912)

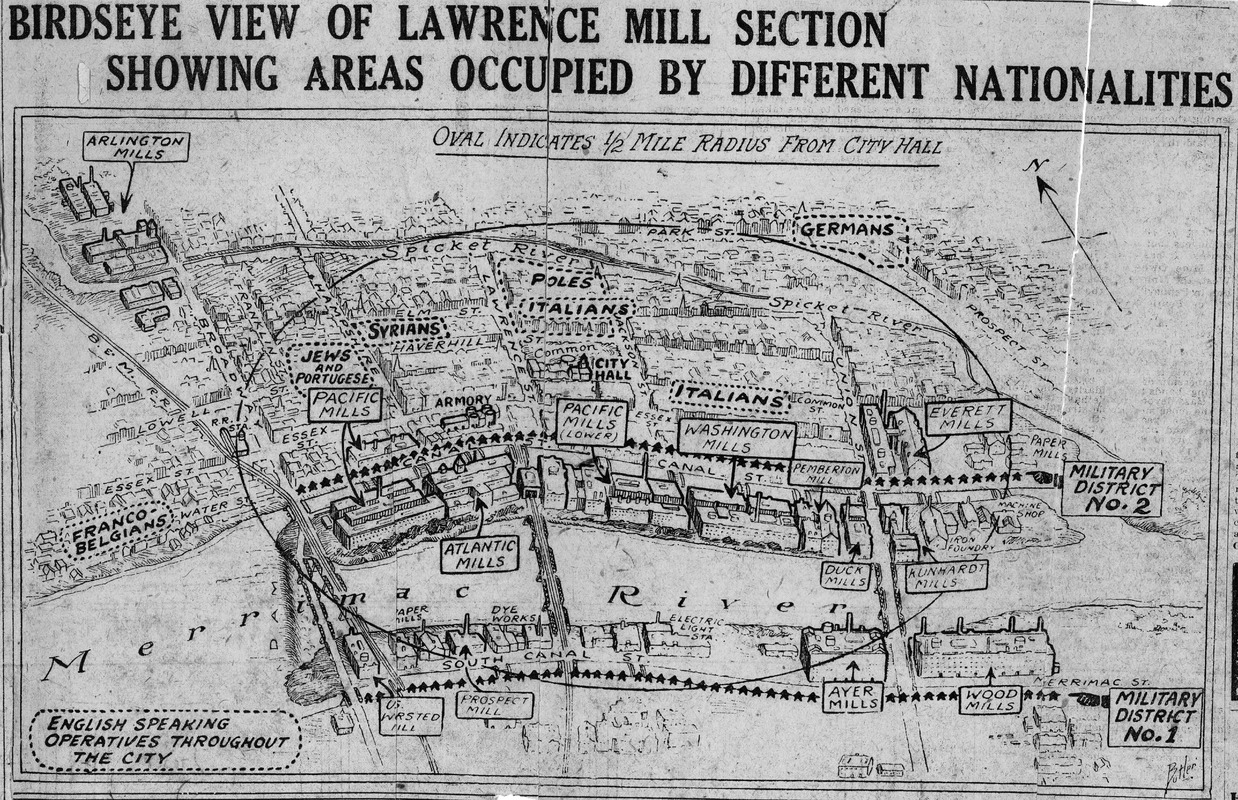
Tekening van de migrantenwijken rondom de textielfabriek American Woolen Company

LoPizzo werd geboren in Buccheri, een dorp op Sicilië in de provincie Syracuse destijds in het koninkrijk Italië. Ze emigreerde naar de Verenigde Staten, naar de textielfabrieken in Lawrence. Dit deed LoPizzo in 1909, waarbij ze haar onbemiddelde ouders achterliet op de boerderij.
De belangrijkste textielfabriek was de American Woolen Company. Deze en andere fabrieken stelden 40.000 textielarbeiders te werk of zowat de helft van de inwoners van Lawrence die ouder dan veertien waren. In de fabrieken werkten voor de helft jonge vrouwen en kinderen. Onder de tienduizenden arbeiders was er een forse aanwezigheid van immigranten. De belangrijkste nationaliteiten in Lawrence waren Polen, Italianen, Syriërs, Joden, Portugezen, Fransen en Belgen. De levensstandaard daalde er sinds 1905 en dit ondanks een striemend rapport van de Amerikaanse overheid dat er onderbetaling was (2011). 
Toen in 1912 enkele Poolse vrouwen vaststelden dat er in het weekloon twee uren niet betaald waren, brak een massale staking uit. Brandweerlieden spoten vanop de daken op de manifestanten; politietroepen marcheerden naar de American Woolen Company. Arbeidersgezinnen stuurden hun kinderen de stad uit omdat er hongersnood uitbrak in de arbeiderswijken. De Industrial Workers of the World mobiliseerde zich, ook met syndicalisten van buiten Lawrence. De staking werd later bekend als de Bread and Roses Strike. Twintigduizend van de veertigduizend textielwerkers staakten.
LoPizzo werd doodgeschoten terwijl ze een stakerspost bemande nabij de fabriek (1912). Het was tot een trekken en slaan gekomen tussen politie en stakers. Volgens de arbeidsters rondom haar was het politieman Oscar Benoit die op haar gevuurd had. De politie had een andere versie: zij arresteerden de vakbondsleiders Joseph James Ettor (1885-1948) en Arthur Giovannitti (1884-1959) als ‘helpers’ van de moordenaar en dezen werden bovendien verdacht van samenzwering. De overheid werd nerveus toen de politie dynamiet aantrof in arbeidershuizen. De staking moest gebroken worden. Enkele maanden later arresteerde de politie een derde verdachte Giuseppe Caruso, een arbeider; hij werd verdacht de moordenaar te zijn.
Het proces tegen de drie verdachten van de moord op LoPizzo eindigde met de vrijspraak over de hele lijn (1912). Het proces was gemediatiseerd en gepolitiseerd.
Nog twee andere arbeiders vonden de dood: John Ramey, een Syriër, werd doodgestoken in 1912 door soldaten met bajonetten. Jonas Smolskas, een Litouwer, werd neergeknuppeld na het einde van de staking omdat hij een vakbondsinsigne droeg op zijn jasje (1913).
De graven van de drie gevallen arbeiders stonden symbool voor de ‘onbekende soldaten’ van de arbeidersstrijd. Elk jaar is er in Lawrence een Bread and Roses herdenkingsdag. In het jaar 2000 kregen de drie gevallen arbeiders een nieuwe gedenksteen; als symbool werden graanhalmen en rozen gebruikt op de steen.